# Smash Records
 (juillet 2022).
Si vous disposez d'ouvrages ou d'articles de référence ou si vous connaissez des sites web de qualité traitant du thème abordé ici, merci de compléter l'article en donnant les références utiles à sa vérifiabilité et en les liant à la section « Notes et références ».
Smash Records est une maison de disques américaine fondée en 1961, filiale de Mercury Records.

## Historique
Smash est créée puis dirigée par Shelby Singleton, l'un des dirigeants de Mercury ; il est associé à Charlie Fach à la tête de la nouvelle maison de disques, jusqu'à ce que le départ de Singleton en 1966 laisse Fach seul aux commandes. Parmi les artistes enregistrés par Smash Records, on compte Frankie Valli, James Brown, Bruce Channel, Roger Miller, The Left Banke, Bill Justis et Jerry Lee Lewis.
Le label Smash est abandonné par Mercury en 1970 ; toutefois, il est réemployé par Polygram pour des rééditions dans les années 1980, puis à nouveau dans les années 1990 pour sortir des productions de musique dance et RnB, jusqu'à disparaître une nouvelle fois en 1996.